# Charles Shaar Murray
Charles Shaar Murray (né en 1951) est un écrivain et critique musical anglais.

## Biographie
Il débute dans le journalisme en 1970 en contribuant au magazine satirique Oz. Il participa en particulier à Schoolkids OZ qui provoqua un procès pour obscénité. Il écrivit ensuite pour un journal underground de Londres, le International Times avant de travailler pour New Musical Express de 1972 à 1986, puis Q magazine, Mojo (magazine), New Statesman, Prospect (magazine), The Guardian, The Observer, The Daily Telegraph, Vogue (magazine) et The Independent. Il écrit actuellement pour Guitarist.
La biographie de Jimi Hendrix qu'il a écrite lui a valu le Ralph Gleason Music Book Award.
Il joue également de la guitare et de l'harmonica avec le groupe Blast Furnace and the Heatwaves.